# 灰狼羅伯
羅蘭·肯特·拉維（英語：Roland Kent LaVoie，1943年7月31日—），以他的藝名灰狼「羅伯」（Lobo）聞名，是一位美國歌手兼作曲家，他在1970年代初獲得了成功，並獲得了美國十佳唱片 熱門歌曲包括《我和你和一隻名叫Boo的狗》、《我想愛你想要我》和《別指望我成為你的朋友》。這三首歌，加上《當我墜入愛河時你在哪裡》，在熱門成人當代圖表上為Lobo帶來了四張排行榜榜首。

## 事業

### 1961年至1970年：早年事業
拉維出生於佛羅里達州的塔拉哈西，由他的母親在溫特黑文和他的六個兄弟姐妹撫養長大。他於1961年開始其音樂事業，是當地樂隊The Rumours的成員。樂隊包括格蘭·帕森斯和吉姆·斯塔福德，以及鼓手喬恩·科尼爾，後者後來加入了帕森斯的International Submarine樂隊。
1964年，在參加南佛羅里達大學時，拉維加入了一個名為Sugar Beats的樂隊並結識了製作人菲爾·格恩哈德。他為該樂隊錄製了地區性的熱門唱片，強尼·瑞物爾斯的歌曲《我在這裡做什麼》的翻唱。
在1960年代，拉維與許多其他樂隊合作演出，其中包括US Male，The Uglies和Me and the Other Guys。在後者樂隊中，他遇到了音樂家Billy Aerts，後者在1970年代初成為羅伯巡迴樂隊的成員，並於1989年製作了羅伯的複出專輯。
再次與Gernhard合作，他的第一張個人唱片於1969年在Laurie Records上發行。其中包括以《我的朋友在這裡》為背景的原始曲目《在紐約快樂的日子》。

### 1971年至1975年：在Big Tree Records的成就
到1971年，拉維開始稱自己為羅伯（Lobo，即是西班牙語的灰狼）。Gernhard是Big Tree Records的執行人，該公司於1971年3月發行了他的第一張單曲《我和您，還有一隻名叫Boo的狗》。到當年5月，在美國排名第5，在英國排名第4，成功發行了一系列單曲。它銷量超過100萬張，並於1971年9月被授予金唱片。
那年五月，他發行了首張專輯《Introducing Lobo》。1971年6月，他發行了第二張單曲《She Don't Do Magic》。同年9月，發行了《加州小子和雷莫》，隨後發行了《信天翁》。當Big Tree唱片與Bell唱片合併時，Lobo的第二張項目專輯《Close Up》從未發行。
他以Lobo的別名在1972年發行了《一個簡單的男人》，其中包括美國十大熱門歌曲，其中包括《I'd Love You to Want Me》（1972年11月18日至25日第2名）和《別指望我成為您的朋友》（1973年2月17日至24日第8名）。前者成為羅伯的最大成功，1972年11月成為百萬銷量的金唱片銷售商。並在1973年12月德國排名國際第一，在1974年7月英國排名第五。
隨著1973年發行的《Calumet》，Lobo又獲得了三首40名以內的熱門歌曲：《肯定很長時間了》、《如何告訴她》和《站立在行尾》。那年他出現在「美國演奏台」上。專輯中還有另外兩首小熱單曲：《There's No Way》和《Love Me for I Am》。
1974年6月，Lobo發行了第四張專輯《Just a Singer》。這是Lobo發行的第一張專輯，其中包含非Lobo創作的曲目。專輯中唯一的單曲是《Rings》。1975年的《Don't Tell Me Goodnight》成為他最後一首在大樹唱片發行的前30首單曲。Lobo還發行了專輯《A Cowboy Afraid of Horses》，並單曲發行了《Would I Still Have You》。該唱片公司隨後發行了當年的專輯《The Best of Lobo》。

### 1976年至1985年：Curb唱片，以及遷居至納許維爾
1976年，羅伯離開了Big Tree唱片公司，在歐洲菲利普唱片發行了專輯《Come with Me》、《一見鍾情》和《無所不在》是單身。兩者均未在美國發行。
羅伯於1977年與Curb唱片公司簽約，發行了由Lobo和Gernhard共同製作的單曲《Afterglow》，並於1978年發行了《You Are All I'll Ever Need》。這些會議中沒有出現完整的專輯。
1979年，羅伯與Curb / 馬華唱片公司簽約，在那裡他與製片人Bob Montgomery合作，發行了單曲《當我墜入愛河時你在哪裡》。這首歌在《成人當代》排行榜上也排名第一。他還發行了四年來的第一張美國專輯《Lobo》。遏制的其他單曲包括《堅持親愛》、《像我們一樣愛》和《用火撲滅》。
據報導，羅伯對自己的唱片製作不滿意，他尋求解除他的遏制合同。他搬到納什維爾，並於1981年創立了私人品牌－Lobo Records，發行了幾首單曲，包括《我不想要你》（由他的兄弟羅傑·拉維撰寫）、《來找我》和《沒有你就活著我的生活》，所有這些都在鄉村圖表中列出。他還與沃爾夫派克（Wolfpack）樂隊合作發行了《公牛史密斯不能跳舞的棉眼喬》，其中包括納維爾·費爾茲和肯尼·厄爾。
1985年，Lobo Records重命名為Evergreen Records。該唱片公司發行了他的兩張單曲：《Am I Going Crazy》和《Paint The Town Blue》，後者與Robin Lee進行了二重唱。

### 1987年至今：
1986年首度造訪台灣，寫下《love to you taiwan》歌曲，雖然羅伯現在於美國已經沒那麼備受關注，但羅伯在亞洲的知名度在1987年和1988年發行《最熱門》專輯後逐提高。這促使他在1989年發行了十年來的第一張新專輯，標題命名為《我瘋了》。它記錄在台灣的UFO / WEA唱片中，由Billy Aerts製作。他與新加坡的PonyCanyon Records簽訂了多項專輯交易，並於1994年發行了《亞洲月亮》，重新包裝了《Am I Going Crazy》中的某些曲目以及新錄製的材料。他在1995年的後續專輯《Classic Hits》是Lobo熱門歌曲和一些翻唱版本的重新錄音。 1996年，他發行了專輯《Sometimes》，其中包含所有新的原創歌曲。
在另一個亞洲唱片公司Springroll Entertainment上，他於1997年發行了《You Must Remember This》專輯，該專輯以兩種格式發行，一種帶有人聲，另一種帶有樂器聲。
2000年，羅伯與德國唱片公司Gmbh Entertainment簽約，並錄製了幾首熱門唱片的曲目。他還與Billy Aerts共同撰寫了兩首聖誕節歌曲：《大孩子的聖誕節》和《聖誕節前夕》，它們從2000年至今以各種聖誕節的形式發行。在此期間錄製的單曲包括《Let It Be Me》、《Who'll Stop the Rain》和《Drument Drum》。
2006年，基於羅伯在亞洲的知名度，他在東南亞巡迴演出。在2008年，羅伯發行了《Out of Time》，其中包含了舊唱片和一些新歌曲。網站上提供了向羅伯早期錄音的原始時代致敬的專輯。
2019年6月25日，《紐約時報》將Lobo列為據報在2008年荷里活環球影城外景拍攝場火災中破壞了其材料的數百名藝術家中。